# Sudan (khu vực)

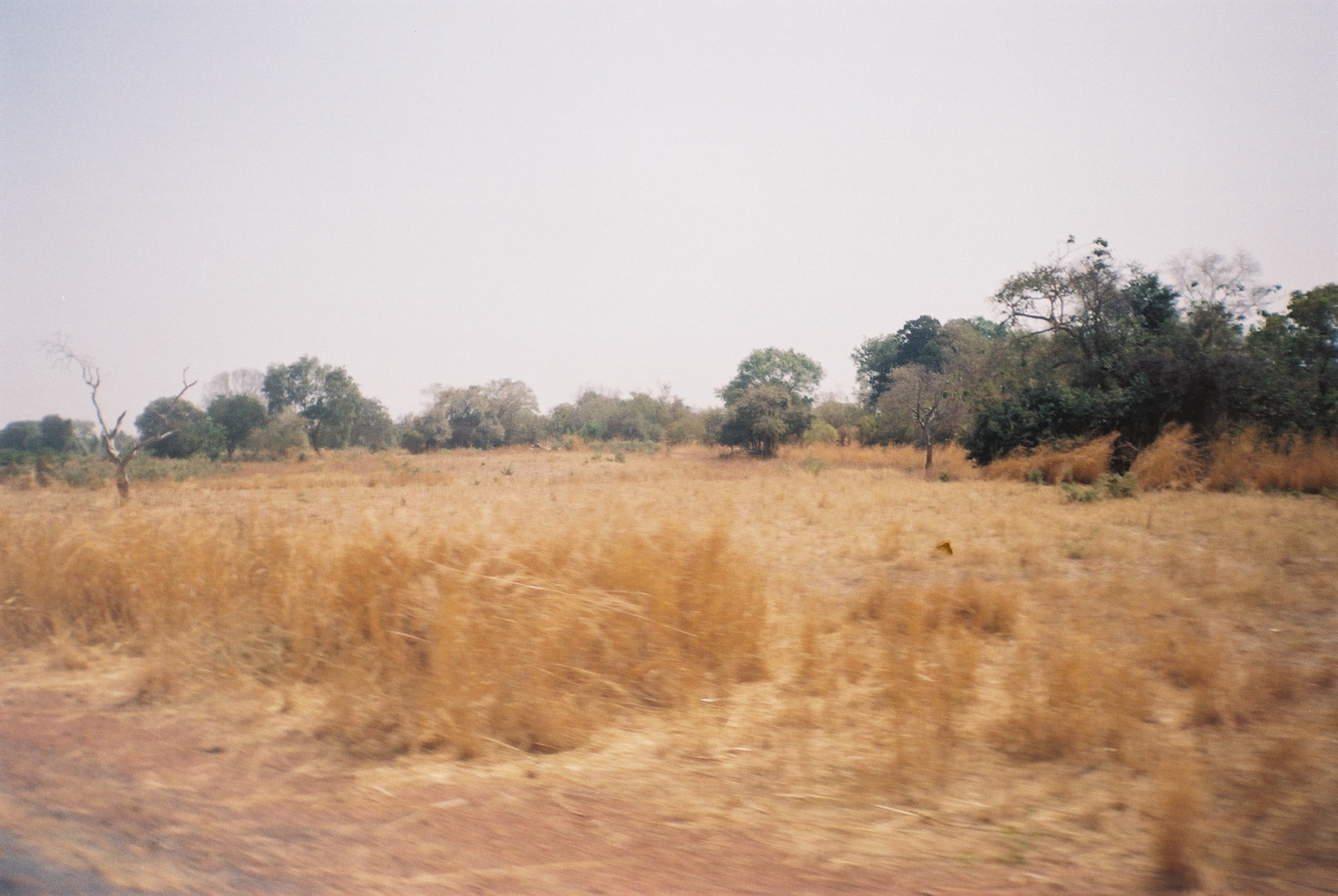
Cảnh quan điển hình của khu vực sudan

Sudan, một từ có nguồn gốc từ tiếng Ả Rập بلاد السودان (bilâd as-sûdân "vùng đất của người da đen"), là một khu vực địa lý nằm ở Tây và Đông Phi. Từ sudan cũng là nguồn gốc cho tên gọi của Cộng hòa Sudan, một quốc gia ở Đông Phi mà kiểu xavan (kiểu thảo nguyên ở châu Phi) sudan chiếm một diện tích lớn của quốc gia này.
Sudan trải dài thành một dải ngang qua châu Phi, từ Mali ở phía tây tới rìa phía tây của cao nguyên Ethiopia ở phía đông trên một chiều dài khoảng 5.500 km. Về phía bắc của nó là sahel, một dải xavan khô cằn hơn với các loài cây chủ đạo là keo (Acacia spp.), ranh giới phía nam của sa mạc Sahara, kéo dài tới tận miền đông Ethiopia và Eritrea (gọi là al-Ḥabašah trong tiếng Ả Rập). Các loài cỏ trong sudan dài hơn trong sahel, do khu vực này có nhiều mưa hơn trong sahel nên nó thích hợp hơn cho việc trồng trọt và chăn nuôi. Có thể coi một cách thô sơ rằng cảnh quan chính của sudan là khu vực trạng thái chuyển tiếp giữa vùng khô cằn và rừng mưa nhiệt đới, với thảm thực vật chính là xavan.
Khu vực này bị chia cắt bởi cao nguyên Cameroon thành các nửa phía tây và phía đông. Ở phía nam của nửa phía tây là khảm rừng-xavan Guinea. Về phía đông tại cộng hòa Sudan là đồng cỏ ngập lụt Sudd, và về phía nam là khảm rừng-xavan Bắc Congo
Một kiểu phân chia khác chia cảnh quan sudan, chủ yếu bởi các dãy đồi núi thành 3 khu vực: Khu vực phía tây bao gồm thượng nguồn sông Niger và lưu vực sông Senegal, khu vực phía đông là lưu vực sông Nin trắng, còn nằm giữa chúng là hồ Chad với sông Logon.